# Литовська футбольна федерація
Литовська футбольна федерація (лит. Lietuvos futbolo federacija) — асоціація, що здійснює контроль і управління футболом у Литві. Штаб-квартира розташована у Вільнюсі. Заснована у 1922 році, член ФІФА з 1923 року, проте після анексії Литви збоку СРСР членство країні у організації було призупинено і відновлено тільки у 1992 році після проголошення незалежності. Член УЄФА з 1992 року.
Асоціація організовує діяльність та здійснює керування національними збірними з футболу, включаючи головну національну збірну та жіночу збірну з футболу. Крім того, асоціація організовує Чемпіонат Литви з футболу, розіграш Кубка Литви з футболу та змагання у нижчих за значенням футбольних лігах.

## Галерея

Логотип у 1992—2009 роках
Логотип у 2009–2020 роках
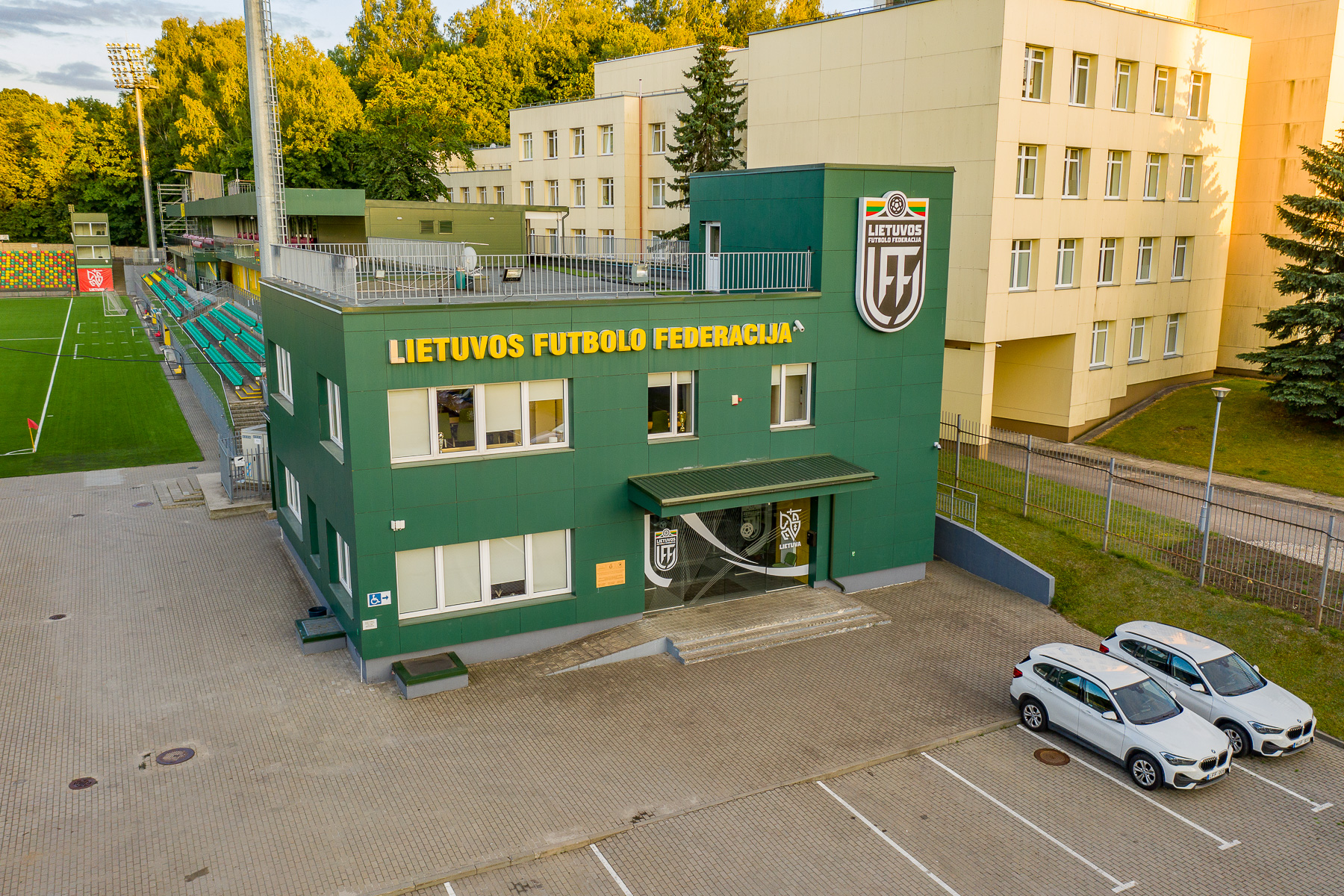
Центральний офіс (липень 2023)